# 鐵拉阿馬里亞 (新墨西哥州)
鐵拉阿馬里亞（英語：Tierra Amarilla）是一個位於美國新墨西哥州里奧阿里巴縣的普查規定居民點。同時該地也是里奧阿里巴縣的縣治。

## 地方資料
鐵拉阿馬里亞的座標為33°42′01″N 106°32′59″W / 33.70028°N 106.54972°W，而該地的海拔高度為2295米（即7559英尺）。根據2020年美國人口普查，該地共人口297人，而該地的面積約為6.98平方千米。